# William Alfred Dafoe
William Alfred Dafoe (21. července 1917 – 21. listopadu 2014) byl americký chirurg a otec Willema Dafoe.

## Život
William Alfred Dafoe se narodil 21. července 1917 ve městě Wautoma ve státě Wisconsin, jako nejmladší ze sedmi dětí. Jeho otec George Eber Dafoe byl učitelem na Wautomské škole. William vystudoval Wisconsinskou univerzitu v Madisonu a potom i Lékařskou fakultu v Bostonu.

## Manželství a kariéra
Na fakultě se seznámil s Muriel Sprissler, v té době studentkou ošetřovatelství, a krátce potom se s ní oženil. Potom se přistěhovali do Rochesteru v Minnesotě, kde Dafoe absolvoval chirurgický výcvik na Klinice Mayo. V roce 1947 se mu narodily dvě dcery a tak se museli usadit v Appletonu. Tam se jim narodilo dalších šest dětí. V roce 1955 se jim narodil syn William. William se svou manželkou pracovali jako rodinní lékaři v Appletonu.

## Důchod a smrt
Když jejich dva synové William a Donald začali vydělávat peníze (William jako herec a Donald jako lékař) tak se pár usadil na Floridě. Po mnoho let byli aktivními členy komunitní cirkve v Orlandu. V roce 2012 zemřela Muriel a o dva roky později William onemocněl. Zůstal tedy v nemocnici v Kalifornii, kde se o něj staral syn Donald. 21. listopadu 2014 ve věku 97 let zemřel.